# أنس الخجا
أنس الخجا لاعب كرة قدم سوري من مواليد حمص، يلعب مع الكرامة الحمصي، وكان قد لعب مع منتخب سوريا لكرة القدم.